# Bertiolo

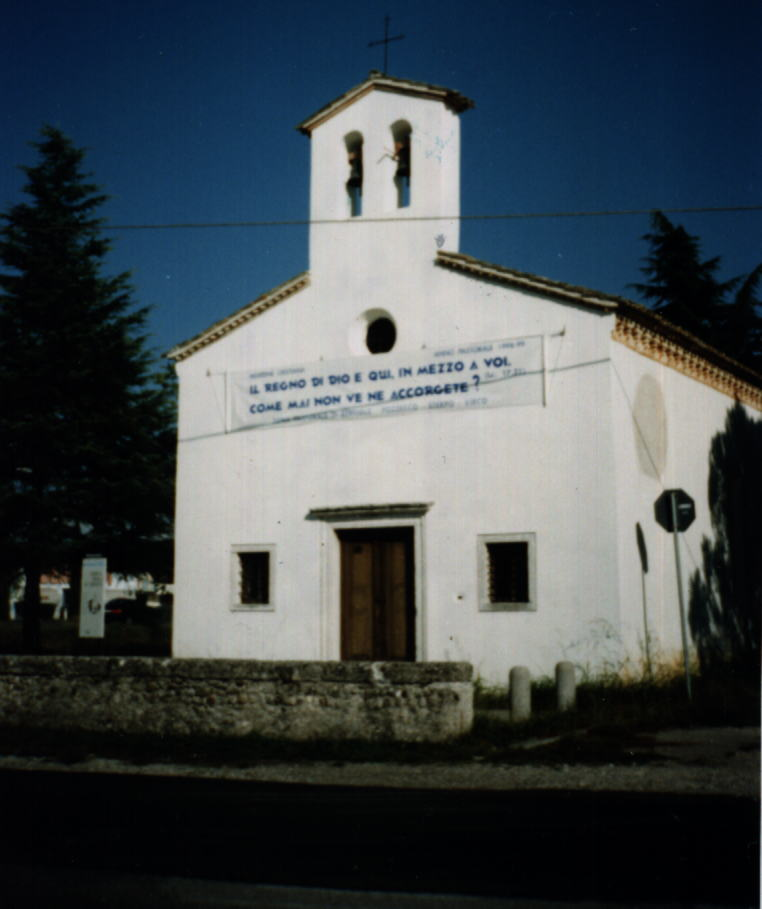
Beriolo, Kirche der Heiligen Dreifaltigkeit

Bertiolo (furlanisch Bertiûl) ist eine Gemeinde in der Region Friaul-Julisch Venetien in Friaul, Italien mit 2330 Einwohnern (Stand 31. Dezember 2024).
Die Nachbargemeinden sind Codroipo, Lestizza, Rivignano Teor, Talmassons und Varmo.